# Paravoca
Paravoca – rodzaj pająków z rodziny Cycloctenidae. Obejmuje dwa opisane gatunki. Zamieszkują Nową Zelandię.

## Morfologia
Pająki te osiągają od 5 do 6,5 mm długości ciała. Karapaks ma od 2,3 do 3,9 mm długości i od 1,7 do 2,8 mm szerokości, zaś opistosoma (odwłok) od 2,6 do 3,5 mm długości i od 1,5 do 2,4 mm szerokości.
Część głowowa karapaksu jest szeroka i wyniesiona. Ośmioro oczu rozmieszczonych jest w dwóch rzędach o mniej więcej prostym przebiegu. Oczy wszystkich par są podobnych rozmiarów z wyjątkiem wyraźnie mniejszych oczu przednio-bocznych. Cała grupa oczu jest zwarta i zajmuje połowę szerokości części głowowej karapaksu. Szczękoczułki mają nabrzmiałe powierzchnie przednio-dosiebne oraz bruzdę z dwoma ząbkami na krawędzi przedniej i trzema na tylnej. Szerokość wciętej u podstawy wargi dolnej jest równa jej długości.
Kolejność par odnóży od najdłuższej do najkrótszej to: I, IV, II, III. Osiągają długość od 4,5 do 10,6 mm. Wszystkie pary mają pozbawione wcięć krętarze, pozbawione skopuli i grzebieni nadstopia oraz organy tarsalne położone odsiebnie względem trichobotrii. Pierwsza para odnóży ma na spodzie goleni trzy pary kolców, z których jedna ulokowana jest dystalnie. Golenie trzeciej i czwartej pary mają po dwa kolce grzbietowe, zaś na parze pierwszej i drugiej występują w ich miejsce szczecinki bazalne. Najbardziej odsiebne trichobotrium nadstopia jest długie i kątowo zagięte. Nogogłaszczki zachowały trichobotria na stopach. U samca nogogłaszczki mają krótki i silnie zmodyfikowany goleń, zesklerotyzowaną apofyzę medialną, tęgi embolus oraz umieszczony odsiebnie błoniasty konduktor.
Opistosoma (odwłok) zaopatrzona jest w duży, spłaszczony stożeczek równomiernie porośnięty włoskami. Kądziołki przędne pary przedniej są dłuższe niż te pary tylnej.

## Taksonomia
Rodzaj ten wprowadzony został w 1973 roku przez Raymonda Roberta Forstera i Cecila Louisa Wiltona w czwartej części monografii poświęconej pająkom Nowej Zelandii. Autorzy wyznaczyli jego gatunkiem typowym opisanego w tej samej publikacji P. otagoensis. Rodzaj umieszczany był początkowo w rodzinie sidliszowatych. Do rodziny Cycloctenidae przeniesiony został na podstawie molekularnej analizy filogenetycznej w 2017 roku przez Warda C. Wheelera i współpracowników.
Do rodzaju tego należą 2 opisane gatunki:
- Paravoca opaca Forster & Wilton, 1973
- Paravoca otagoensis Forster & Wilton, 1973